# Krynn
Krynn è il mondo fittizio nel quale si svolge la saga fantasy di Dragonlance.

## Creazione
Secondo le cronache in possesso degli Irda, una delle razze più antiche e sagge di tutto Krynn, l'idea di creare un nuovo mondo è da ricercarsi nell'astuta Takhisis, che avrebbe tentato in questo modo di accrescere il proprio potere sui fratelli Paladine e Gilean: costoro, blanditi dalla sorella, appoggiarono il suo progetto dopo essersi fatti assicurare che lei ne aveva parlato con il Padre, Chaos, e che questi era d'accordo con la loro decisione, ed affidarono la creazione materiale del nuovo mondo a Reorx ed alla sua forgia. 
Naturalmente, Chaos non ci mise molto ad accorgersi di questa violazione della sua autorità, e tutti gli dèi dovettero affrontare la dura realtà che alcuni di loro avevano già immaginato, ossia che Takhisis non aveva assolutamente chiesto il permesso al Padre prima di coinvolgere i fratelli nella sua idea: tuttavia, Chaos non distrusse il neonato Krynn, come tutti si aspettavano da lui, ma lo maledisse in modo che esso fosse la causa di una sanguinosa guerra tra i suoi figli. E infatti, ben presto Takhisis iniziò a desiderare che il mondo fosse popolato di una razza di schiavi al suo comando, mentre Paladine sognava un popolo retto e giusto da allevare sulla via del bene e Gilean insisteva sull'importanza del libero arbitrio: fu così che ebbe inizio la Guerra di Tutti i Santi.
Alla fine, Gilean e Paladine riuscirono a convincere la sorella della necessità di governare tutti e tre assieme il neonato mondo, ed ognuno di essi decise di concedere un dono al mondo neonato che rispecchiasse la propria volontà: Takhisis donò alle creature di Krynn l'ambizione e il desiderio, e dalla sua immaginazione nacquero gli orchi; Paladine diede agli spiriti la necessità di esercitare controllo e di ordinare il caos, e diede vita agli elfi; Gilean, infine, immaginò una razza dotata del libero arbitrio, e creò gli umani.
L'ira di Chaos per il tiro che gli avevano giocato i suoi tre figli prediletti era tutt'altro che scemata, e per ripicca egli plasmò su Krynn i draghi, una razza che nessun umano, orco o elfo poteva avere la minima speranza di controllare, a causa della loro incredibile conoscenza della magia e della potenza di cui Chaos li aveva intrisi. Col tempo, i draghi si allontanarono comunque dal caos e finirono per avvicinarsi a una delle due divinità del bene o del male, dando origine rispettivamente ai draghi metallici e ai draghi cromatici.
La creazione di Krynn e delle creature che lo popolano può ritenersi conclusa qui, sebbene molte altre razze (quali i kender, gli gnomi e i nani, ed infine i draconici) siano state create in un secondo tempo, per l'intercessione della Gemma Grigia di Gargath. Tuttavia, quelle sopra elencate sono le sole razze legittimate dai tre dèi principali di Krynn, e sono infatti le uniche ad avere il permesso di viaggiare nel tempo.

## Cielo
Nel cielo di Krynn ruotano incessantemente tre lune, i cui nomi rispecchiano quelli delle tre divinità della magia che si dice esse rappresentino, ossia la bianca Solinari, la rossa Lunitari e la nera Nuitari: delle tre, Nuitari è invisibile alla maggior parte della popolazione di Krynn e si mostra solo ai maghi dalla veste nera, ai chierici oscuri, ai non-morti e agli spettri come Lord Soth, mentre le altre sono visibili a tutti. La ragione dell'esistenza di queste tre lune viene ricercata nel profondo amore che i tre dèi nutrono per Krynn e soprattutto per la sua magia, che essi hanno giurato di proteggere a qualunque costo.
Il cielo notturno di Krynn presenta inoltre una grande varietà di costellazioni, che sono associate ad altrettante divinità: tra queste, le più evidenti sono il Guerriero Valoroso, simbolo di Paladine, il Drago a Cinque Teste, simbolo di Takhisis, e i Piatti della Bilancia, simbolo di Gilean. Queste costellazione sono state prese a simbolo dell'eterna lotta che avviene nei piani immortali, poiché le costellazioni del bene e del male ruotano incessantemente l'una attorno all'altra, studiandosi guardinghe, e sono eternamente sorvegliate dalla Bilancia, simbolo di neutralità.

## Ansalon

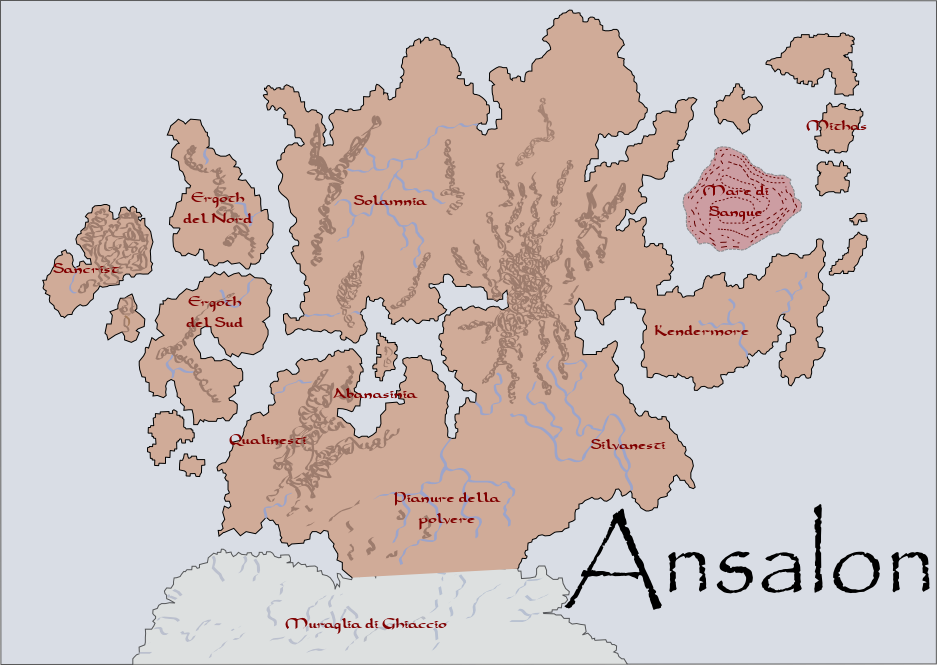
Una veduta di Ansalon dopo il Cataclisma

Il meno esteso dei continenti di Krynn è rappresentato da Ansalon, nel quale sono ambientati molti romanzi di Dragonlance. Ansalon è una grande massa frastagliata di terre, circondata da molte isole il cui assetto è cambiato profondamente dopo il primo Cataclisma e la relativa caduta della montagna di fuoco dal cielo, che ha distrutto e diviso molte nazioni, originando nuovi mari catene montuose, deserti e nuove pianure modificando completamente il paesaggio. Il continente di Ansalon è diviso in parecchie regioni, ognuna profondamente diversa dalla precedente, le più famose sono descritte qui di seguito nelle loro caratteristiche geografiche: per informazioni più specifiche, visitare la sezione Luoghi di Dragonlance.

### Abanasinia
Abanasinia è una terra nella parte meridionale del continente, che confina a Sud con Qualinesti e con le terre dei nani. In questa regione sono presenti molti dei luoghi che faranno la storia di Ansalon, quali Solace, Que-shu, Xak Tsaroth e Haven. Abanasinia si affaccia a Nord sullo stretto di Schallsea, che la separa dalla terra di Solamnia, e ad Ovest sullo stretto di Algoni, al di là del quale si trova l'Ergoth del Sud. L'intera regione è coperta di boschi e colline, che solo al centro si innalzano nei Monti Kharolis, ai quali Solace è addossata. Più a sud, i Monti Kharolis si approfondano nell'interno del continente per dare origine a Pax Tharkas e Thorbardin, le secolari dimore dei nani.

### Qualinesti
Incuneata fra il mare ad Ovest e i Monti Kharolis ad Est, la foresta degli elfi si estende nell'estremo Sud-Ovest del continente di Ansalon, dove confina con la Foresta di Wayreth: quest'ultimo particolare è comunque ampiamente discusso perché nessuno conosce di preciso l'ubicazione di questa foresta, data la sua abitudine di spostarsi nottetempo secondo il volere dell'Arcimago della Torre. Qualinesti (il cui nome significa "nazione libera") è una terra bellissima e lussureggiante, completamente ricoperta dagli alberi, ma non è facile per gli umani accedervi in quanto gli elfi, memori dei tempi bui, non esitano a bersagliare di frecce chiunque si azzardi a varcarne i confini anche solo di un passo. La sua capitale è la città di Qualinost.

### Pianure della Polvere
Le Pianure della Polvere rappresentano la regione più deserta di Ansalon, una terra arida e inospitale che si estende fra le due terre degli elfi, dove persino le erbacce stentano a crescere per la mancanza d'acqua. Un tempo, questa terra era occupata dal mare, che veniva solcato dalle navi dalle bianche ali di Tarsis la Bella, ma l'avvento del Cataclisma portò al ritirarsi delle acque, che andarono a formare il Mare di Sangue di Istar, e con esse svanì anche la fortuna della bella città. Le Pianure della Polvere ospitano anche la magica fortezza di Zhaman, dove fu nascosto per un certo periodo di tempo uno dei magici Portali per accedere all'Abisso.

### Silvanesti
Silvanesti rappresenta la patria originaria degli elfi di Ansalon e si trova a Sud-Est del continente, addossata alle Pianure della Polvere ed affacciata a Nord-Est sulla Baia di Balifor. La sua capitale è Silvanost. Durante la Guerra delle Lance fu resa inospitale dal drago verde Cyan Bloodbane, che utilizzando uno dei cinque globi dei draghi tormentò il Portavoce delle Stelle, sovrano di quel luogo, con incubi agghiaccianti che per magia divennero reali, infestandone e distorcendone tutto il regno. Ci vollero anni e sacrifici perché le cose tornassero alla normalità.

### Monti Khalkist
Queste aguzze montagne si estendono per tutta la parte settentrionale di Ansalon, arrivando giù fino al confine con Silvanesti, e segnano un imponente confine tra Solamnia e le terre degli Orchi. Nelle profondità dei Monti Khalkist si celano gli Eserciti dei Draghi, localizzati perlopiù a Sanction, cittadina affacciata sul mare di Newsea e stretta tra le montagne chiamate Signori del Fato, e, poco più a Nord, a Neraka, dove per qualche tempo è sorto il nuovo osceno tempio alla Regina Oscura. L'estremità occidentale dei Monti Khalkist è formata da un'altra piccola catena montuosa, i Monti Dargaard, che ospitano al loro interno la reggia di Dargaard Keep, dimora eterna di Lord Soth. A poca distanza da Neraka sorge inoltre la sacra Godshome, incassata in una valle tra le montagne ripide.

### Solamnia
Patria degli omonimi Cavalieri, Solamnia è una terra verdeggiante che si estende a Nord del mare di Newsea e ad Ovest dei Monti Khalkist. La sua capitale è Solanthus, posta nella parte più meridionale della regione, tra i Monti Dargaard Meridionali e i Monti Garnet, ma il luogo più famoso e importante è di sicuro Palanthas: questa superba città si trova nell'estremo Nord del continente di Ansalon, racchiusa tra i monti Vingaard che ne cingono il lato meridionale ed affacciata a Nord sulla Baia di Branchala, e l'unico possibile accesso via terra è guardato dalla Torre del Sommo Chierico. Solamnia costituisce l'ultimo pezzo di terraferma al confine occidentale di Ansalon.

### Ergoth
Ai tempi precedenti il Cataclisma, la terra di Ergoth non era un'isola, bensì costituiva la regione più occidentale di Solamnia, e tutta la regione era soggetta al dominio del grande Impero dell'Ergoth. Con la caduta della montagna di fuoco ed il conseguente sconvolgimento geografico, l'Ergoth fu staccato dalla terraferma e spaccato in due, andando così a costituire le due regioni dell'Ergoth del Nord e dell'Ergoth del Sud.

#### Ergoth del Nord
L'Ergoth del Nord è una grossa isola posta a Ovest della terra di Solamnia, ed è la patria di nerboruti uomini di colore che si ritrovano spesso nei porti di tutto Ansalon.

#### Ergoth del Sud
Situata a Nord-Ovest di Abanasinia e a Sud-Ovest di Solamnia, l'Ergoth del Sud è l'isola gemella dell'Ergoth del Nord e patria degli elfi Kagonesti. Su di essa si formeranno inoltre, durante la Guerra delle Lance, il Silvamori e il Qualimori, ossia gli accampamenti segreti degli elfi fuggiti dalle loro terre per salvarsi la vita dagli Eserciti dei Draghi. È su quest'isola, infine, che sorgono la tomba di Huma e il rifugio dei draghi d'argento, e qui sorgeva la Torre dell'Alta Stregoneria di Daltigoth, che venne distrutta poco prima del Cataclisma.

### Sancrist
Situata a Ovest dell'Ergoth, Sancrist è un'isola che costituisce il sommo confine occidentale di Ansalon, al di là del quale c'è solo il Mare di Sirrion. L'isola costituisce in realtà l'ultima frontiera dei possedimenti reclamati dai Cavalieri di Solamnia: occupata per gran parte da territorio montuoso, Sancrist vede ergersi al suo centro il Castello Uth Wistan, proprietà di Lord Gunthar, il Gran Maestro dell'Ordine dei Cavalieri. È su di essa che viene celebrato, nel libro I draghi della notte d'inverno, il celebre Consiglio di Whitestone, e sempre qui sorge, inoltre, il Monte Nonimporta, dimora degli gnomi.

### Mithas
Situata all'estremo Est di Ansalon, Mithas è la patria dei minotauri e un'isola difficilmente raggiungibile dalle navi del continente, a causa sia della sua eccessiva distanza, sia del fatto che tra Mithas e Ansalon si trovi interposto il pericoloso Mare del Sangue di Istar, e sia della scarsa amichevolezza dei suoi abitanti.

### Muraglia di Ghiaccio
La Muraglia di Ghiaccio è un'enorme, gelida formazione che costituisce l'ultimo confine meridionale di Ansalon. Patria dei draghi bianchi, la Muraglia verrà violata da Laurana, Sturm, Flint e Tas che riusciranno a penetrarvi e a sottrarre dalle grinfie degli Eserciti dei Draghi uno degli ultimi globi dei draghi.

### Mare di Sangue
Il Mare di Sangue di Istar sorge ad Est dei Monti Khalkist, nel punto in cui, prima del Cataclisma, sorgeva la nazione governata dal Gran Sacerdote di Paladine. Esso deve il nome al colore sanguigno delle sue acque, continuamente agitate da un maelstrom subacqueo, che sorge in corrispondenza del buco nero che un tempo ospitava il tempio del Re Prete, e che tira in superficie la terra rossastra che un tempo ricopriva le strade della città maledetta: le voci sul Cataclisma hanno però portato all'affermarsi di una macabra leggenda, la quale afferma che il colore rosso delle acque marine sarebbe dovuto al sangue delle migliaia e migliaia di innocenti che sarebbero morti durante quella fatidica notte, quando la montagna di fuoco venne scagliata giù dal cielo.

## Taladas
Taladas è un intero continente all'interno della saga di Dragonlance, che si trova negli oceani settentrionali e inesplorati di Krynn. È circa due volte più grande di Ansalon e si trova a nord-est di questo. Per la maggior parte sconosciuta agli storici e ai conquistatori di Ansalon, i segreti di Taladas sono molti.
Taladas è una terra molto insolita che si trova in una parte lontana di Krynn. La maggior parte dei fan di Dragonlance ha infatti familiarità con Ansalon, con le sue terre, gli eroi, e le lotte. Le terre di Taladas forniscono tutte nuove avventure e culture da esplorare.
Taladas è stato governato da un impero di maghi-imperatori, l'impero di Aurim, che è stato distrutto lo stesso giorno di Istar. Il Cataclisma ha infatti drasticamente cambiato Taladas durante la notte. Una singola, massiccia montagna di fuoco colpì infatti una regione di aperte pianure che era il centro di Taladas, e la pioggia di fuoco distrusse l'impero di Aurim e aprì una voragine nel centro del continente, che invece di essere invasa dalle acque, fu inghiottita dalla roccia fusa in un grande calderone di lava. Il calore generato da questo evento bruciò le terre intorno vetrificandole e incenerendole, nonché producendo gas velenosi che sterminarono molte delle razze che vi abitavano. L'impatto fu tremendo. La terra stessa si laceró, portando alla creazione di una vasta regione di ribollente roccia fusa e rimodellando i mari. Nuove catene montuose furono risvegliate in un furore di vulcani, terremoti ed eruzioni scossero la terra, e si crearono o vennero trasformati nuovi territori.
La Taladas che uscì fuori dal Cataclisma era un continente che aveva ormai perso molti dei segreti del passato, ma che vide la formazione di nuovi e potenti regni. Alcune aree infatti sopravvissero a quella che gli abitanti di Taladas chiamano la grande distruzione. Sulle isole Rainward, i rifugiati costruirono nuovi regni. Inoltre, nelle giungle meridionali di Nerone e nel nord nevoso del Panak, tribù di selvaggi dimorano con creature mostruose. Gli gnomi navigano per il mare infuocato grazie alla Flotta di Fuoco, costituita da navi di acciaio, e vivono lungo le sue rive. Al momento la Lega Imperiale dei Minotauri è l'unico vero e proprio impero, che ha coperto tutte le parti abitabili del Nord Hosk (dove vivono delle tribù nomadi), ad eccezione di Thenol, un regno oscuro governato da sacerdoti degli dei del male, e Armach, sede degli elfi. La Lega Imperiale è governata da minotauri, e ha molta influenza nel nord. A differenza di Ansalon, Taladas è stato relativamente poco trattato da romanzi e moduli di gioco. Taladas non è stato coinvolto nella Guerra delle Lance.
Il continente di Taladas è stato introdotto ai tempi del set da gioco "Time of the Dragon" nel 1989, da David "Zeb" Cook.

## Adlatum
È il terzo continente di Krynn. È situato a nord-ovest di Ansalon. Di Adlatum si sa poco, appare su due mappe ed è brevemente accennato al fianco di Taladas e Ansalon nel libro in lingua originale "The Dragons of Krynn". Da fonti non ufficiali del sito di Dragonlance Nexus, si dice che fosse un continente delle dimensioni di Taladas, che si squarciò in due quando la grande onda, creata dall'impatto della montagna di fuoco con il mondo, allagò permanentemente le pianure e le valli centrali del continente.

## Terre Sommerse
L'oceano che brulica di vita, non è più noioso delle terre emerse. Questo immenso e vasto territorio è suddiviso anch'esso da nazioni e razze che si danno guerra come quelle terrestri, anche se in misura minore. Qui vivono gli alter ego marini delle principali razze di Krynn nonché mostri marini di dimensioni titaniche. tra le razze e i regni ricordiamo i due regni degli elfi marini, i Dimernesti e i Dhargonesti che si dice siano stati creati dal passaggio della Gemma Grigia.

## Ithin'carthia
Ithin'carthia che è anche conosciuto come l'Isola dei bruti, si trova a est di Ansalon e sud Taladas lungo l'equatore. Questa è una terra subtropicale, e anche durante l'autunno è caldo. Una volta l'isola era coperta dalla giungla e da praterie popolate di mammuth lanosi, ma ora le terre sono sovrappopolate dalle tribù dei dai Tarmak e tutta questa terra sta scomparendo. Esistevano tre diverse società nel isola continente, e i Tarmak dominarono le etnie dei Damjatt e dei Keena. Vi era anche una colonia di draghi, ma fu distrutta dagli abitanti dell'isola.